# 黃翼悅麗魚
黃翼悅麗魚，為輻鰭魚綱鱸形目隆頭魚亞目慈鯛科的其中一種，分布於南美洲奧里諾科河、Casiquiare河及黑河等流域，體長可達7.4公分，棲息在枯葉沉積、水質酸性、深色的溪流，生活習性不明。

## 擴展閱讀
維基物種上的相關：黃翼悅麗魚